# نورمن جیمز
نورمن جیمز (انگلیسی: Norman James; ۲۵ مارس ۱۹۰۸ – ۱۲ اکتبر ۱۹۸۵) بازیکن فوتبال اهل بریتانیا بود.
از باشگاه‌هایی که در آن بازی کرده‌است می‌توان به باشگاه فوتبال لیورپول اشاره کرد.